# Susann Goksør Bjerkrheim
Susann Goksør Bjerkrheim   (Oslo, 7 de juliol de 1970) és una exjugadora d'handbol noruega que va competir durant les dècades de 1980 i 1990. Està casada amb el també jugador d'handbol Svein Erik Bjerkrheim.
Durant la seva carrera esportiva va prendre part en quatre edicions dels Jocs Olímpics. El 1988, a Seül, guanyà la medalla de plata, medalla que revalidà quatre anys més tard a Barcelona. El 1996, als Jocs d'Atlanta, finalitzà en quarta posició, mentre el 2000, als jocs de Sydney guanyà la medalla de bronze. En el seu palmarès també destaquen una medalla d'or, una de plata i una de bronze al campionat del món d'handbol i una de plata i una de bronze al Campionat d'Europa d'handbol. Entre 1987 i el 2000 jugà un total de 296 partits i marcà 844 gols amb la selecció nacional.
A nivell de clubs jugà al Bækkelagets SK (1985-1997) i Nordstrand IF (1997-2000).